# Manuela Morabito
Manuela Morabito (Roma, 20 dicembre 1969) è un'attrice italiana.

## Biografia
Attiva sul grande schermo dalla fine degli anni ottanta è stata protagonista di diverse pellicole di Pupi Avati, con il quale, a partire da La seconda notte di nozze del 2005 ad oggi, ha stabilito un sodalizio professionale di 6 film. Ha lavorato anche nella pellicola Per non dimenticarti, primo lungometraggio della figlia di Avati, Mariantonia.
Ha interpretato diversi ruoli televisivi, tra cui I ragazzi del muretto (1991) e Il maresciallo Rocca (1996), e sei episodi de La stagione dei delitti (2007). È attiva anche in teatro.

## Filmografia

### Cinema
- Ragazzi nervosi, regia di Anselmo Sebastiani (1989)
- Il muro di gomma, regia di Marco Risi (1991)
- Le nuove comiche, regia di Neri Parenti (1994)
- Cronache del terzo millennio, regia di Francesco Maselli (1996)
- La seconda notte di nozze, regia di Pupi Avati (2005)
- Ma quando arrivano le ragazze?, regia di Pupi Avati (2005)
- La cena per farli conoscere, regia di Pupi Avati (2006)
- Per non dimenticarti, regia di Mariantonia Avati (2006)
- Milano Palermo - Il ritorno, regia di Claudio Fragasso (2007)
- Notturno bus, regia di Davide Marengo (2007)
- Caos calmo, regia di Antonello Grimaldi (2008)
- Il papà di Giovanna, regia di Pupi Avati (2008)
- Il figlio più piccolo, regia di Pupi Avati (2010)
- Scontro di civiltà per un ascensore a Piazza Vittorio, regia di Isotta Toso (2010)
- Una sconfinata giovinezza, regia di Pupi Avati (2010)
- Se sei così ti dico sì, regia di Eugenio Cappuccio (2011)
- Il cuore grande delle ragazze, regia di Pupi Avati (2011)
- Una notte da paura, regia di Claudio Fragasso (2011)
- Tonino, anche gli ultimi ridono, regia di Salvatore Calvagna (2012)
- Operazione vacanze, regia di Claudio Fragasso (2012)
- Posti in piedi in paradiso, regia di Carlo Verdone (2012)
- Breve storia di lunghi tradimenti, regia di Davide Marengo (2012)
- La voce - Il talento può uccidere, regia di Augusto Zucchi (2013)
- Ma tu di che segno 6?, regia di Neri Parenti (2014)
- The Broken Crown - La corona spezzata, regia di Ruben Maria Soriquez (2015)
- Zeta - Una storia hip-hop, regia di Cosimo Alemà (2016)
- My Father Jack, regia di Tonino Zangardi (2016)
- Non si ruba a casa dei ladri, regia di Carlo Vanzina (2016)
- Va bene così, regia di Francesco Marioni (2021)
- Prima di andare via, regia di Massimo Cappelli (2023)
- Il paese dei jeans in agosto, regia di  Simona Bosco Ruggeri (2023)
- 30 anni (di meno), regia di Mauro Graiani (2024)

### Televisione
- Classe di ferro – serie TV (1989)
- Aquile – serie TV (1990)
- I ragazzi del muretto – serie TV (1991)
- Punta alle 8, regia di Giancarlo Nicotra – miniserie TV (1995)
- Il maresciallo Rocca – serie TV, episodio 1x04 (1996)
- Ricominciare, regia di Vincenzo Verdecchi – soap opera (2000-2001)
- Carabinieri – serie TV (2002-2005)
- Domani è un altro giorno, regia di Giuliana Gamba – miniserie TV (2005)
- Eravamo quasi in cielo, regia di Gianluigi Calderone – miniserie TV (2005)
- I colori della gioventù, regia di Gianluigi Calderone – film TV (2006)
- Butta la luna – serie TV (2006-2007)
- Nati ieri – serie TV (2006-2007)
- La stagione dei delitti 2 – serie TV (2007)
- Provaci ancora prof! – serie TV (2007)
- Mal'aria, regia di Paolo Bianchini – miniserie TV (2009)
- Al di là del lago – serie TV (2010-2011)
- La narcotici – serie TV (2011)
- Don Matteo 9 – serie TV (2014)
- Rimbocchiamoci le maniche – serie TV (2016)
- L'ispettore Coliandro – serie TV (2016)
- Suburræterna – serie TV (2023)

### Cortometraggi
- L'agnellino con le trecce, regia di Maurizio Rigatti (2011)
- Vanità, videoclip di Giorgia tratto dall'album Oronero, regia di Cosimo Alemà (2017)

## Programmi TV
- Big!, regia di A. Lippi, R. Valentini, M. Brigliadori (Rai 1, 1991-1993) – conduzione

## Teatro
- La Bisbetica Domata, regia di M. Sciaccaluga
- Piccoli e Privati, regia di F. Apolloni
- Non c'è due senza tre, regia di F. Randazzo
- Weekend in città, regia di F. Apolloni
- Non c'è bisogno di mettersi a letto per fare l'amore, regia di M. Ferrero
- Satyricon, regia di F. Costantini